# Carles (Filipinas)
Carles es un municipio filipino de segunda clase, perteneciente a la provincia de Iloílo, en las Bisayas Occidentales. En 2020, tenía censados 72 637 habitantes.